# ککچه
کِکچه (به مجاری:  Kékcse) یک منطقهٔ مسکونی در مجارستان است که در سابولچ-ساتمار-برگ واقع شده‌است. کِکچه ۱۸٫۲۳ کیلومتر مربع مساحت و ۱٬۵۲۴ نفر جمعیت دارد.